# Tour des Fjords
Le Tour des Fjords est une course cycliste masculine norvégienne disputée dans le Sørlandet et le Vestlandet, entre 2008 et 2018. Il succède au Rogaland Grand Prix, organisé de 2008 à 2012 dans le comté de Rogaland. Sa société organisatrice depuis 2013, Tour des Fjords AS, appartient au Stavanger Sykleklubb (no) et à Nordsjørittet (no) SA. Il fait partie du calendrier de l'UCI Europe Tour à partir de 2008, en catégorie 2.HC après avoir été en catégorie 1.2 de 2008 à 2011, puis 1.1 en 2012 et 2.1 de 2013 à 2017

## Histoire de la course
À l'initiative Jan Inge Hegreberg, une course cycliste baptisée Skagen Kriterium est créée en 2002 par le Stavanger Sykleklubb (no). La popularité de l'évènement croît au fil des ans, de sorte que Jan Inge Hegreberg et le Rogaland Cyklekrets demande à l'Union cycliste internationale de lui accorder une licence. Le Skagen Kriterium devient ainsi en 2008 le Rogaland Grand Prix. Disputé entre Sandnes et Stavanger dans le comté de Rogaland, celui-ci intègre le calendrier de l'UCI Europe Tour en catégorie 1.2. Roy Hegreberg, fils de Jan Inge Hegreberg, met fin à sa carrière de coureur et intègre l'organisation de la course en 2012. Cette année-là, le Rogaland Grand Prix passe en catégorie 1.1 et commence à attirer des équipes professionnelles.
Les organisateurs de la course conviennent alors de la transformer en une course par étapes, et de la renommer Tour des Fjords. La société Tour des Fjords AS qui l'organise appartient au Stavanger Sykleklubb (no) et à Nordsjørittet (no) SA et Roy Hegreberg devient le directeur de la course.
À partir de la saison 2019, la course fusionne avec le Tour de Norvège pour former une nouvelle course par étapes de six jours qui couvre tous les comtés du sud de la Norvège. La première édition de la nouvelle course s'est tenue du 28 mai au 2 juin 2019.

## Palmarès
| Année               | Vainqueur            | Deuxième             | Troisième          |
| ------------------- | -------------------- | -------------------- | ------------------ |
| Rogaland Grand Prix |                      |                      |                    |
| 2008                | Michael Tronborg     | Alexander Kristoff   | Alex Rasmussen     |
| 2009                | Håvard Nybø          | Rikke Dijkhoorn      | Svein Erik Vold    |
| 2010                | Vitaliy Popkov       | Nikola Aistrup       | Michael Hepburn    |
| 2011                | Frederik Wilmann     | Magnus Børresen      | Daniel Foder       |
| 2012                | Antonio Piedra       | Sep Vanmarcke        | Simon Clarke       |
| Tour des Fjords     |                      |                      |                    |
| 2013                | Sergey Chernetskiy   | Lars Petter Nordhaug | Zico Waeytens      |
| 2014                | Alexander Kristoff   | Magnus Cort Nielsen  | Jérôme Baugnies    |
| 2015                | Marco Haller         | Søren Kragh Andersen | Michael Olsson     |
| 2016                | Alexander Kristoff   | Michael Schär        | Nick van der Lijke |
| 2017                | Edvald Boasson Hagen | Dries Van Gestel     | Timo Roosen        |
| 2018                | Michael Albasini     | Bjorg Lambrecht      | Pim Ligthart       |